# Jacques Ducuing
Pour les articles homonymes, voir Ducuing.
Jacques Dominique Ducuing, né en 1932 à Tarbes, ingénieur polytechnicien, devient professeur à l'Université Paris XI puis à l'École polytechnique. Chercheur en optique, il fonde et dirige le Laboratoire d'optique quantique du CNRS. Nommé directeur général du CNRS, il en démissionne par protestation deux ans plus tard. Il est ensuite dirigeant d'entreprises, et secrétaire général adjoint de l'OTAN. 

## Biographie
Né à Tarbes le 5 mai 1932, Jacques Ducuing est le fils d'un receveur central des impôts.
Il est ingénieur diplômé de l'École polytechnique en 1953, PhD Harvard, AMP Harvard.
Il commence sa carrière comme ingénieur de recherche à la Compagnie générale de la télégraphie Sans Fil (CSF) de 1957 à 1960. Il soutient une thèse de doctorat d'université devant l'université de Paris (Etude du rayonnement acoustique des lames vibrantes ) et part aux États Unis à l'Université Harvard pour travailler au sein de l'équipe de Nicolaas Bloembergen comme boursier OECE-OTAN puis research fellow. Il soutient devant l'Université Harvard, puis l'université de Paris une thèse de doctorat (Contribution à l'étude des non-linéarités optiques) en 1964. Il devient ensuite assistant professor au Massachusetts Institute of Technology. De retour en France en 1966, il est nommé maître de conférences puis professeur titulaire (oct. 1968-1973) à la faculté des sciences d'Orsay (Université Paris XI) et rejoint les laboratoires de l'Institut d'optique théorique et appliquée. Il fonde en 1970 le Laboratoire d'optique quantique du CNRS qu'il dirige jusqu'en 1979, il est maître de conférences (1971) puis professeur de physique à l'École polytechnique de 1973 à 1980.
Après avoir été conseiller scientifique de 1977 à 1979 auprès du ministre de la Défense, puis chargé de mission auprès du délégué général à l'armement, il est directeur général du CNRS de 1979 à 1981, démissionnant le 29 octobre 1981 à la suite de la décision de Jean-Pierre Chevènement de nommer lui-même les directeurs scientifiques à la place du directeur général, comme c'en était l'usage,. En 1983 il rejoint la direction générale de la compagnie française Philips et est nommé président des Laboratoires d’électronique et de physique appliquée en 1985. 
De 1988 à 1992, il est secrétaire général adjoint de l'OTAN chargé des affaires scientifiques. Il est aussi membre du Conseil scientifique de Défense à deux reprises, et président du Comité scientifique de l'Otan.
En 1993 il rejoint le cabinet de François Fillon, chargé du suivi des organismes de recherche jusqu'en 1994.

## Honneurs et distinctions
- Membre de l'Académie des technologies ;
- Chevalier de la Légion d’honneur ;
- Commandeur de l’Ordre national du Mérite ;
- Médaille d'argent du CNRS[6] ;
- Fellow American Physical Society ;
- Prix Aimé Cotton de la Société française de physique.